# Protathlema SEGAS (1907/1908)
Protathlema SEGAS (1907/1908) była 3. edycją Protathlemy SEGAS – najwyższej piłkarskiej klasy rozgrywkowej w Grecji. Liga skupiała tylko zespoły z Aten i okolic. W rozgrywkach wzięły udział 4 drużyny. Tytułu nie obroniła drużyna Ethnikos Ateny. Nowym mistrzem Grecji został zespół Goudi Ateny. 

## Tabela końcowa
|   | Klub               | M | Z | R | P | Br+ | Br- | Br+/- | Pkt | Uwagi  |
| 1 | Goudi Ateny        | 3 | 3 | 0 | 0 | 37  | 1   | +36   | 6   | Mistrz |
| 2 | Ethnikos Ateny     | 2 | 1 | 0 | 1 | 4   | 8   | -4    | 2   |        |
| 3 | Piraikos Syndesmos | 2 | 0 | 1 | 1 | 1   | 10  | -9    | 1   |        |
| 3 | Panellinios GS     | 3 | 0 | 1 | 2 | 2   | 25  | -23   | 1   |        |